# Яух, Адам
Адам Натаниэль Яук (англ. Adam Nathaniel Yauch; 5 августа 1964, Бруклин — 4 мая 2012, там же) — американский рэпер, композитор, режиссёр; наиболее известен как сооснователь хип-хоп группы Beastie Boys. Для съёмок видеоклипов работал под псевдонимом Nathanial Hörnblowér.
Яук основал кинокомпанию и студию звукозаписи Oscilloscope Laboratories. Он был буддистом, вовлеченным в движение по предоставлению независимости Тибету, организовывал концерты в поддержку предоставления независимости Тибету.
Адам был единственным ребёнком у Франца и Ноэль Яук, художника и архитектора. Его отец был католиком, а мать еврейкой, он получил нерелигиозное воспитание.
Яук посещал среднюю школу Edward R. Murrow High School в предместьях Midwood neighborhood города Бруклина. Будучи в средней школе, он самостоятельно научился игре на бас-гитаре. Яук основал группу Beastie Boys совместно с Джоном Берри (John Berry), Kate Schellenbach, и Michael Diamond. Они исполнили своё первое шоу, тогда в стиле ансамбля, игравшего hardcore punk при чествовании молодёжного движения Reagan Youth, в день его семнадцатилетия. В течение двух лет Яук посещал колледж Bard College, из которого впоследствии был исключён.

## Карьера
Когда Яуку было 22 года, группа Beastie Boys, тогда выступавшая в виде хип-хоп трио, выпустила свой первый альбом Licensed to Ill в студии звукозаписи Def Jam Records. Яук был режиссёром многих музыкальных видео, исполненных группой Beastie Boys, под псевдонимом «Nathanial Hörnblowér».
К 2010 году группа Beastie Boys продала 40 миллионов звукозаписей по всему миру. В апреле 2012 г. эта группа была внесена в зал славы рок-н-рола Rock and Roll Hall of Fame в отсутствии Яука по причине его болезни. Члены его ансамбля воздали почесть Яуку, письмо от него было прочтено перед собравшейся толпой поклонников.
В 2011 году Яук получил в награду Charles Flint Kellogg Award in Arts and Letters от колледжа Bard College, того самого, который он посещал в течение двух лет. Награда «вручена в знак признания значительного вклада в американское артистическое и литературное наследство.»

## Личная жизнь
Яук был практикующим буддистом. Он сыграл немаловажную роль в движении за предоставление независимости Тибету. Он создал фонд Milarepa Fund, некоммерческую организацию, предназначенную для предоставления независимости Тибету. Он организовал несколько благотворительных концертов в поддержку этой инициативы, включая Tibetan Freedom Concert.
В 1998 году у Яука и его жены Dechen Wangdu родилась дочь.

## Болезнь и смерть
В 2009 году у Яука был диагностирован рак околоушной слюнной железы и лимфатического узла, он подвергся хирургическому и радиационному лечению. Это задержало выпуск альбома Hot Sauce Committee Part Two и последующего турне. по состоянию здоровья он не смог появиться в клипах к этому альбому. По рекомендации тибетских врачей Яук стал веганом. В то время Яук описывал свою раковую опухоль как «весьма поддающуюся лечению».
4 мая 2012 года Яук умер в возрасте 47 лет. Настоящая причина его смерти вызывает споры. Официальная - рак лимфатического узла.